# Таємниця третьої планети
«Таємниця третьої планети» (рос. Тайна третьей планеты) — культовий повнометражний мультиплікаційний фільм Романа Качанова за мотивами повісті Кира Буличова «Мандрівка Аліси» («Аліса і три капітани») із циклу «Пригоди Аліси».
Фільм «Таємниця третьої планети» був знятий режисером Романом Качановим в техніці традиційної мальованої мультиплікації. Виробництво картини йшло чотири роки.
Дизайн персонажів створила Наталія Орлова. Дочка художниці, акторка Катерина Семенова, розповідала, що Аліса в мультфільмі була намальована її матір'ю з неї, а прототипом капітану Зеленому послужив Кір Буличов.
Музику для фільму написав Олександр Зацепін. Мультфільм був проданий для прокату за кордоном, серед інших класичних радянських мультфільмів. У США Говоруна озвучував Джеймс Белуші.
Багато фраз з фільму стали крилатими: — «Офіціанте! Чотириста крапель валеріанки і салат!».

## Сюжет
XXII століття. Експедиція з Землі у складі капітана Зеленого, професора Селезньова і його дочки Аліси вирушає на космічному кораблі «Пегас» на пошуки нових видів тварин для Московського зоопарку. За порадою археолога Громозеки вони шукають у цьому допомоги доктора Верховцева, директора музею Двох капітанів. Але доктор веде себе підозріло: не показує їм щоденники капітанів, починає за ними стежити.
На планеті Блук герої роблять цінні покупки, у тому числі — Говоруна, птаху, що належала зниклому безвісти капітану Кіму. Підозрілий товстун Весельчак намагається викрасти птаху. Вислухавши розповідь Говоруна, екіпаж «Пегаса» бере курс на систему Медузи. Дорогою герої рятують роботів планети Шелезяка від підсипаного зловмисником у мастило алмазного пилу.
На третій планеті системи Медуза Аліса знаходить «дзеркала» — квіти, здатні запам'ятовувати і відображати усе, що перед ними відбувалося. За допомогою дзеркал герої виявляють, що на планеті перебувають Верховцев і Весельчак. При спробі перелетіти в безпечне місце «Пегас» провалюється в пастку. Селезньов і Зелений потрапляють у полон до піратів, Алісі вдається втекти.
На планету приземляється капітан Буран, а з ним — справжній Верховцев. Аліса просить їх про допомогу. Тим часом Весельчак, погрожуючи вбити полонених, вимагає у капітана Кіма формулу абсолютного палива. Капітан Кім погоджується вийти із корабля, в якому переховувався, але вийшовши, він знешкоджує своїм бластером зброю Весельчака і вартових роботів. На допомогу приходить капітан Буран, і розбійники здаються. Двійник Верховцева — Глот, викритий. Весельчак при спробі втечі потрапляє в лапи хижого птаха Крок. Капітани і дослідники спокійно повертаються додому.

## Відмінності від книги
Мультфільм є скороченою екранізацією повісті Кіра Буличева. Багато фрагментів сюжету і дійових осіб відсутні в сценарії, інші перейменовані або змінені.
- Дію книги перенесено з XXI століття в XXII (червень 2181)
- Відсутня сцена першого розділу, в якому Аліса і її друзі шукають заміну потонулому при ловлі величезної щуки золотому самородку зі шкільного музею.
- Відсутня сцена з однокласниками Аліси — «зайцями» на борту «Пегаса».
- Зовнішність Громозеки зроблена менш страхітливою і швидше комічною.
- В оригіналі замість чотирьохсот крапель валер'янки Громозека замовив три літри, і пив з літрової банки без особливої точності.
- Відсутній зоряний капітан Геннадій Полосков. Місце капітана в мультфільмі зайняв бортмеханік Зелений, чий образ збігається з книжковим.
- Число великих Капітанів — два замість трьох. Відсутній Третій Капітан — фіксіанець. Перший і Другий Капітани отримали імена Буран і Кім відповідно.
- Не екранізовано епізоди з головатим, з Порожньою Планетою з її птахо-рибо-звірами, з маленькими зеленими чоловічками з Шешінеру, що крадуть земні ананаси космічної експедиції з допомогою таблеток часу. Склісса персонажі мультфільму підбирають на Блуку, а не на його батьківщині — Шешінеру.
- У мультфільмі мастило роботів з Шелезяки було зіпсоване за допомогою алмазного пилу. У книзі до мастила були додані бактерії, які перетворили його на наждачний розчин. У книзі постраждалі роботи хочуть змастити лже-Верховцева зіпсованим мастилом.
- Глава космічних піратів, знаменитий Крис із планети Крокрис, названий «Глот з планети Катрук». Замість зовнішності людини-комахи він виглядає як гнучкий гуманоїд, схожий на хробака й акулу.
- Відсутній епізод зі спійманою Живою туманністю та її першовідкривачкою Еллою, дружиною Першого Капітана.

За мотивами повісті і мультфільму Кіром Буличовим у 1997 році була написана повість-ремейк для молодшого шкільного віку «Таємниця третьої планети», що у більшості розбіжностей наслідує мультфільму, а не книзі (проте у Громозеки «вісім очей і вісім щупалець», індикатор має кулясту форму тощо).

## Знімальна група

### Сценарій та музика
- Автор сценарію: Кір Буличев
- Композитор: Олександр Зацепін

### Мультиплікація
- Режисер: Роман Качанов
- Художниця-постановниця: Наталія Орлова
- Оператори: Теодор Бунімович, Світлана Кащеєва
- Художники-мультиплікатори: Марина Восканьянц, Марина Рогова, Володимир Арбеков, Володимир Зарубін, Олександр Панов, Віолетта Колесникова, Рената Міренкова, Володимир Шевченко, Антоніна Альошина, Ольга Орлова, Йосип Куроян, Юрій Батанін
- Художники: Алла Горєва, Дмитро Куликов, Ігор Олейников, Ірина Литовська, Ірина Світлиця, Віктор Чугуївський, В. Максимович, Гелій Аркадьєв, Геннадій Морозов
- Асистентки режисера: Тетяна Литко, Ольга Ісакова
- Асистентки оператора: Людмила Крутовська, Наталя Саратова

### Постпродакшн
- Звукооператор: Борис Фільчіков
- Монтажерки: Ольга Василенко, Надія Трещева

### Адміністративна група
- Редакторка: Наталя Абрамова
- Директор картини: Нінель Ліпницька

### Ролі озвучували
- Ольга Громова — Аліса Селезньова
- Всеволод Ларіонов — Професор Селезньов
- Василь Ліванов — Громозека
- Григорій Шпігель — Веселун У
- Юрій Волинцев — капітан Зелений
- Ріна Зелена — Колина бабуся
- Юрій Андрєєв — штурман Басов
- Петро Вішняков — доктор Верховцев, Глот
- Володимир Дружников — капітан Кім
- Микола Граббе — капітан Буран
- Володимир Кенігсон — Говорун; робот з планети Залізяка
- Катерина Краснобаєва — равлик-продавчиня
- Роман Качанов-мол. — Вухань на вулиці
- Ігор Ясулович — Вухань

## Українське багатоголосе закадрове озвучення
Українською мовою озвучено студією «Так Треба Продакшн» на замовлення телеканалу «К1» у 2017 році. Ролі озвучували: Євген Пашин, Володимир та Дмитро Терещуки, Роман Семисал і Ганна Соболєва.

## Ігри
- У 2005 фірмою «Акелла» по мультфільму була зроблена платформна аркада — Таємниця Третьої планети [Архівовано 22 травня 2009 у Wayback Machine.].
- У цьому ж році вийшов квест, виданий також «Акелла», а розроблений «Step Creative Group» — Таємниця третьої планети: Аліса і ліловий куля [Архівовано 16 квітня 2009 у Wayback Machine.].

## Інші мультфільми
- В'язні «Ямагірі-мару» — ляльковий
- «День народження Аліси» — мальований (вийшов у 2009 році)

## Вплив на культуру
- У 2006 році на альбомі «Fabrique» російського проєкту Deja Vu Fabrique, що грає музику в стилі psychedelic trance, вийшла композиція «Drops Mashines».
- Під впливом мультфільму в Санкт-Петербурзі (Росія) було створено гурт Kim and Buran, який грає космічну музику в стилі саундтреку.
- Харківський музикант Олег Сердюк (Younnat) створив електронну композицію Doctor Verhovtsev's Dream, в якій використано аудіофрагмент з мультиплікаційного фільму.